# Adalbert I de Toscana
Adalbert I (vers 820 -886) for marquès de Toscana des del tomb del 845, quan hauria substituït a Aganó que va perdre el càrrec però va conservar diversos privilegis a Lucca i el comtat de Pisa, en el procés de restitució als nobles fidels a Lluís el Pietós que hauria aconsellat el fill d'aquest Lotari I i portat a terme pel rei d'Itàlia Lluís II (fill de Lotari). Apareix esmentat per primer cop com a comte de Lucca i duc en un placitum del 25 de juny del 847 junt al bisbe Ambrosi de Lucca i altres magnats i personatges.
Era el fill del marquès Bonifaci de Còrsega (Bonfiaci II), que en el seu dia (vers 834) havia estat desposseït dels seus feus per l'emperador Lotari I. La teoria que era el germà d'Aganó sembla poc probable, ja que aquest fou nomenat abans del tractat de Verdun del 843 i llavors el seu pare Bonifaci encara era viu (i hostil a Lotari I). El regnat d'Adalbert va ser llarg i reeixit.
El 13 de març de 853 apareix en un judici a Lucca amb el títol de comte i l'abril del 853 apareix en un judici a Lucca (juntament amb el bisbe de Pisa Joan) amb el títol de marchese com enviat del rei Lotari II de Lotaríngia, i fill de Lotari I. Apareix esmentat també com a comte de Lucca en dos contractes de permuta de béns eclesiàstics el 29 de juny de 855 i el 26 d'agost del 856. A un placitum extraordinari del desembre del 858 apareixen el bisbe de Lucca Jeremies i el "comte Hildebrand", germà d'Adalbert, que posteriorment fou bisbe de Lucca i devia exercir com a comte per delegació. El 862 i 863 s'esmenta a Hildebrand en alguns documents; el 863 Adalbert I és esmentat com a duc en un judici en presència del missi de Lotari II, Winigisi, després comte de Siena. A Adalbert se l'esmenta com a duc l'11 d'octubre del 866, com a comte i marquès en un placitum a Lucca el 17 de desembre del 871 (en presència dels bisbes de Pistoia, Florència, Pisa i Lucca, i els comtes Ubald i Hildebrand qualificats de fideles de Lotari II de Lotaríngia, sent aquest Hildebrand no pas el germà sinó un altre personatge de soca longobarda, amic d'Adalbert, i tronc de la casa dels Aldobrandeschi de Santa Fiore i de Sovana; Ubald podria ser bé un comte a la Ripuària anomenat Teubald, o Ubald pare de Bonifaci I de Spoleto i Camerino 923-928); apareix com a comte i duc en una permuta de béns del 25 d'abril del 873 (junt amb la seva esposa Rotilda) i com a marquès en un plet de la catedral celebrat a Lucca el 27 de juny del 873.
Es va posar del costat de Carloman de Baviera, contra el rei Carles el Calb de França, en la lluita pel Regne d'Itàlia. Això tot i que aquest últim estava recolzat pel Papa. Quan la cort romana va persistir en aquesta "interferència", Adalbert va marxar sobre la ciutat eterna, obligat al papa Joan VIII a refugiar-se a la Basílica de Sant Pere i va obligar els romans a jurar fidelitat a Carloman, sense que l'excomunió llançada pel papa Joan tingués gaire efecte sobre ell. Apareix en un diploma de Carloman de 22 de novembre del 877 fet a petició de Gerard bisbe de Lucca, a Verona, i a conseqüència del qual Adalbert va aplicar cert maltractament al papa Joan VIII; el 878 el seu cunyat Lambert I de Spoleto (860-871 i 875-879) va marxar a Roma amb un exèrcit i va obligar el papa a posar la corona al cap del rei carolingi.
Apareix altre cop a Lucca com a marquès el novembre del 878 i el setembre de 879, on s'esmenta junt al seu amic Hildebrand dels Aldobrandeschi. Governava Lucca però també les ciutats de Toscana i a la tardor del 878 feia una permuta de béns amb el bisbe Joan de Pisa, sent esmentat com a comte i representat per un missi. Entre la tardors del 879 i el maig del 884 no hi ha més notícies que un document del 881 datat a Lucca. El 26 de maig del 885 a l'acta de fundació de l'abadia de l'Aulla, s'esmenten tres generacions de la família: Bonifaci i la seva muller Berta, que van ser els pares d'Adalbert I, casat en primeres noces amb Anansuara i en segones amb Rotilda, filla de Guiu I de Spoleto i germana de Lambert I de Spoleto, que fou mare al seu torn d'Adalbert II i de Bonifaci II, que signen els dos el document fundacional de l'abadia junt amb el seu pare.
Se suposa que va morir vers l'any 886; diverses històries diuen que el 888 encara va jurar fidelitat al rei Berenguer I d'Itàlia (Berenguer de Friül) si bé el 889 va revoltar la Toscana per donar suport al pretendent Guiu III de Spoleto, nebot de la seva segones esposa Rotilda, en ajut del qual va enviar a l'esmentat Ubald amb 300 soldats, el mateix que tres anys va retornar a Pavia seguint sempre a Guiu. Un diploma del rei del 26 de maig del 890 fet a Pavia, en favor del bisbe de Fiesole, es va fer segons es diu a petició del "nostre dilecte nebot Adalbert", però és clar que hauria de ser Adalbert II, ja que Adalbert I no era nebot de Guiu. Per tant, sembla que els fets posteriors al 886 s'haurien d'atribuir no a Adalbert I sinó al fill Adalbert II que junt al seu germà Bonifaci II l'haurien succeït.